# Jozef Cincík

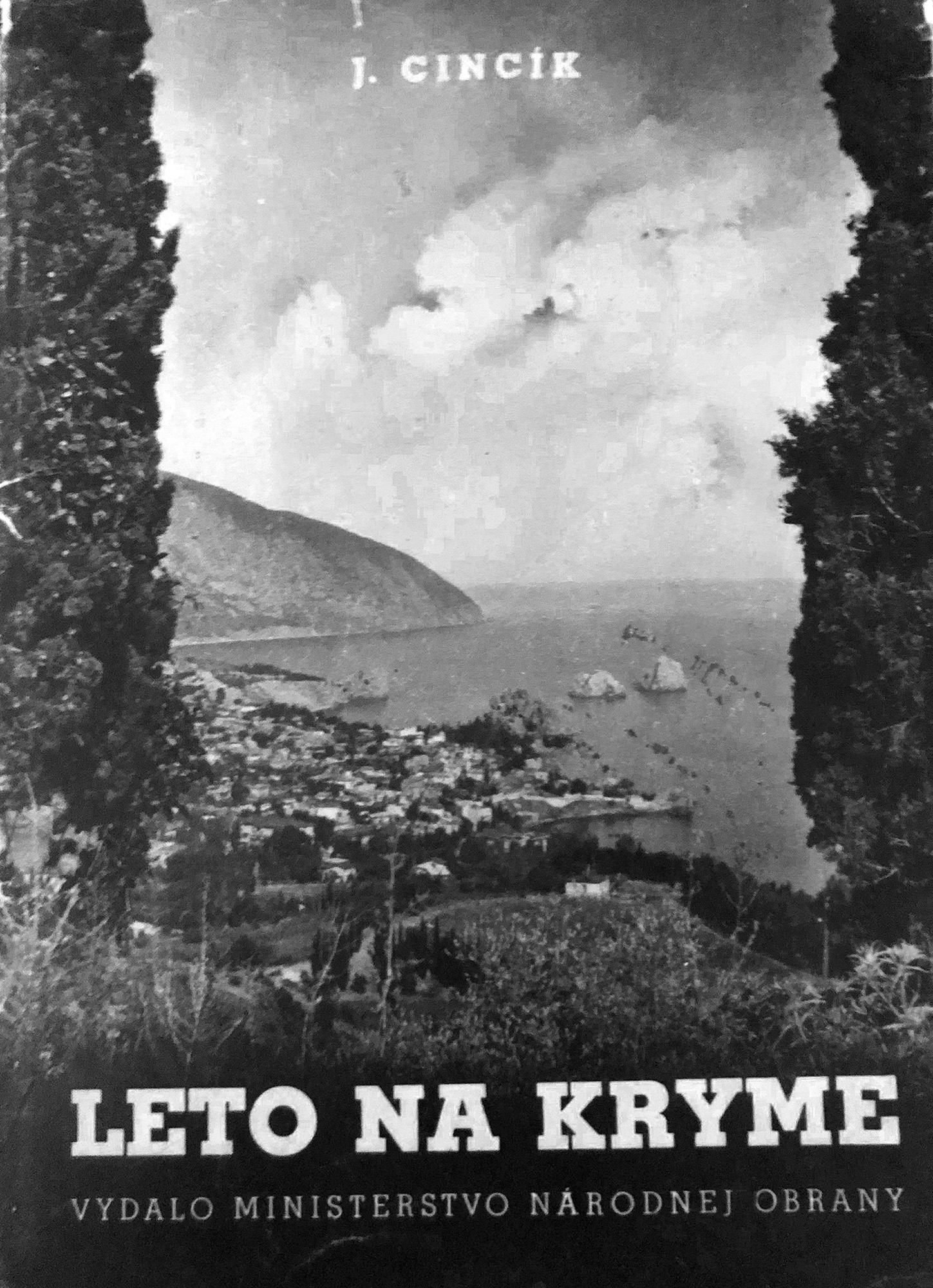
Fotografická publikace - Leto na Kryme - Jozef Cincík a Jozef Janík

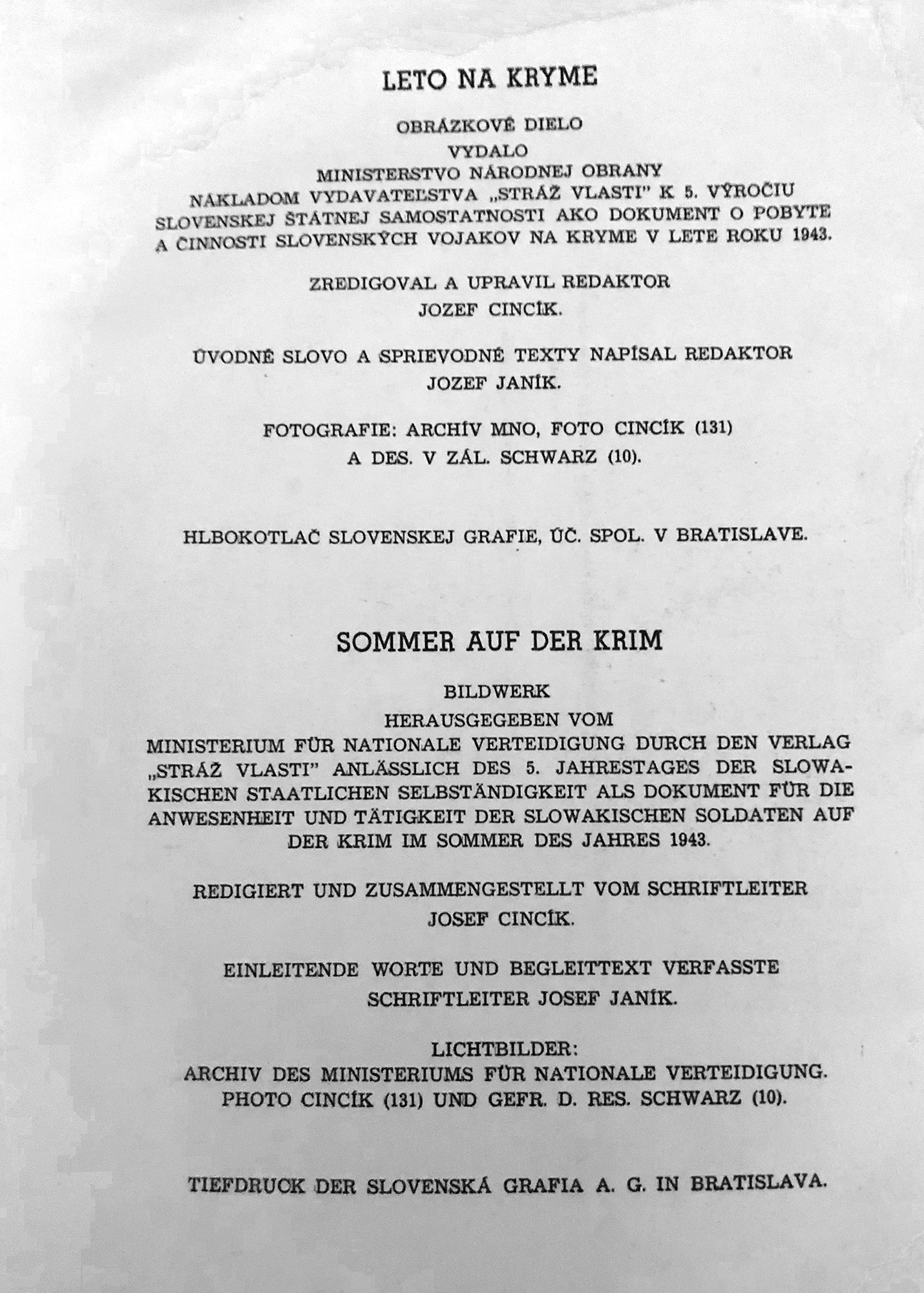
Leto na Kryme - Jozef Cincík a Jozef Janík, 1944 - úvodní strana

Jozef Cincík (12. srpna 1908, Heľpa – 27. února 1982, Rajecké Teplice) byl slovenský reportér a fotograf.

## Životopis
Po maturitě na Obchodní akademii v Martině (1927) byl do roku 1939 zaměstnán ve Všeobecném penzijním ústavu v Bratislavě, kde začal fotografovat. Od roku 1932 byl externím fotografem, později fotoreportérem pobočky ČTK v Bratislavě. V STK vytvořil první profesionální pracoviště zpravodajské fotografie a byl prvním profesionálním fotografem a reportérem. Fotografoval také aktivity Slovenské armády na východní frontě.

## Dílo
fotografické publikace
- Útokom k víťazstvu : Obrázkový prehľad z dejinných chvíľ Slovákov, 1938 - 1940. Bratislava : Hlinkova slovenská ľudová strana, 1940. 154 s.
- Slovensko na prelome. Bratislava : Úrad propagandy, 1941.
- Od Tatier po Kaukaz. Bratislava : Ministerstvo národnej obrany, 1943.
- Leto na Kryme. Bratislava : Ministerstvo národnej obrany, 1944.